# Cantonul Vielmur-sur-Agout
Cantonul Vielmur-sur-Agout este un canton din arondismentul Castres, departamentul Tarn, regiunea Midi-Pyrénées, Franța.

## Comune
- Carbes
- Cuq
- Fréjeville
- Guitalens-L'Albarède
- Sémalens
- Serviès
- Vielmur-sur-Agout (reședință)